# Gino Vido
Gino Vido (Liguria, ... – ...; fl. XX secolo) è stato un tennista italiano.

## Biografia

### Carriera
Nato in Liguria, su consiglio del conte Mamoli si trasferì a Rovereto per farsi allenare da Giulio Supith.
Nel 1933 vinse il torneo di Merano.
Insieme a Vanni Canepele, Giorgio De Stefani e Giovanni Cucelli, fece parte della squadra italiana nella International Lawn Tennis Challenge 1939, che a Napoli sfidò il Principato di Monaco, battuto 3-0.
Divenne campione d'Italia nel doppio nel 1939 e 1940 al fianco di Giovanni Cucelli e Marcello Del Bello. Negli stessi anni giunse nella finale di doppio ai Campionati Internazionali di Sicilia.

### Caratteristiche tecniche
Dotato di una corporatura esile, che gli consentiva movimenti flessuosi e sobri, Vido giocava con grande sensibilità e senso del campo.

### Vita privata
La figlia Rosalba Vido seguì le sue orme, vincendo diversi campionati italiani e giocando 10 incontri con la squadra italiana di Federation Cup tra il 1972 e 1977.